# Salt Lake Stadium
Le Salt Lake Stadium (en bengali : বিবেকানন্দ যুবভারতী ক্রীড়াঙ্গন; Yuva Bharati Krirangan, et en hindi : युवा भारती क्रीडांगन), est un stade multi-sports sis à Calcutta, au Bengale-Occidental (Inde).
Sa capacité est de 85 000 personnes.
Il s'agissait, avec 120 000 places avant rénovations, du deuxième plus grand stade de football du monde derrière le Stade du Premier-Mai.

## Événements
- Nehru Cup, 1984 et 1995
- Derby de Calcutta
- Jeux sud-asiatiques de 1987
- Coupe du monde de football des moins de 17 ans 2017

## Galerie

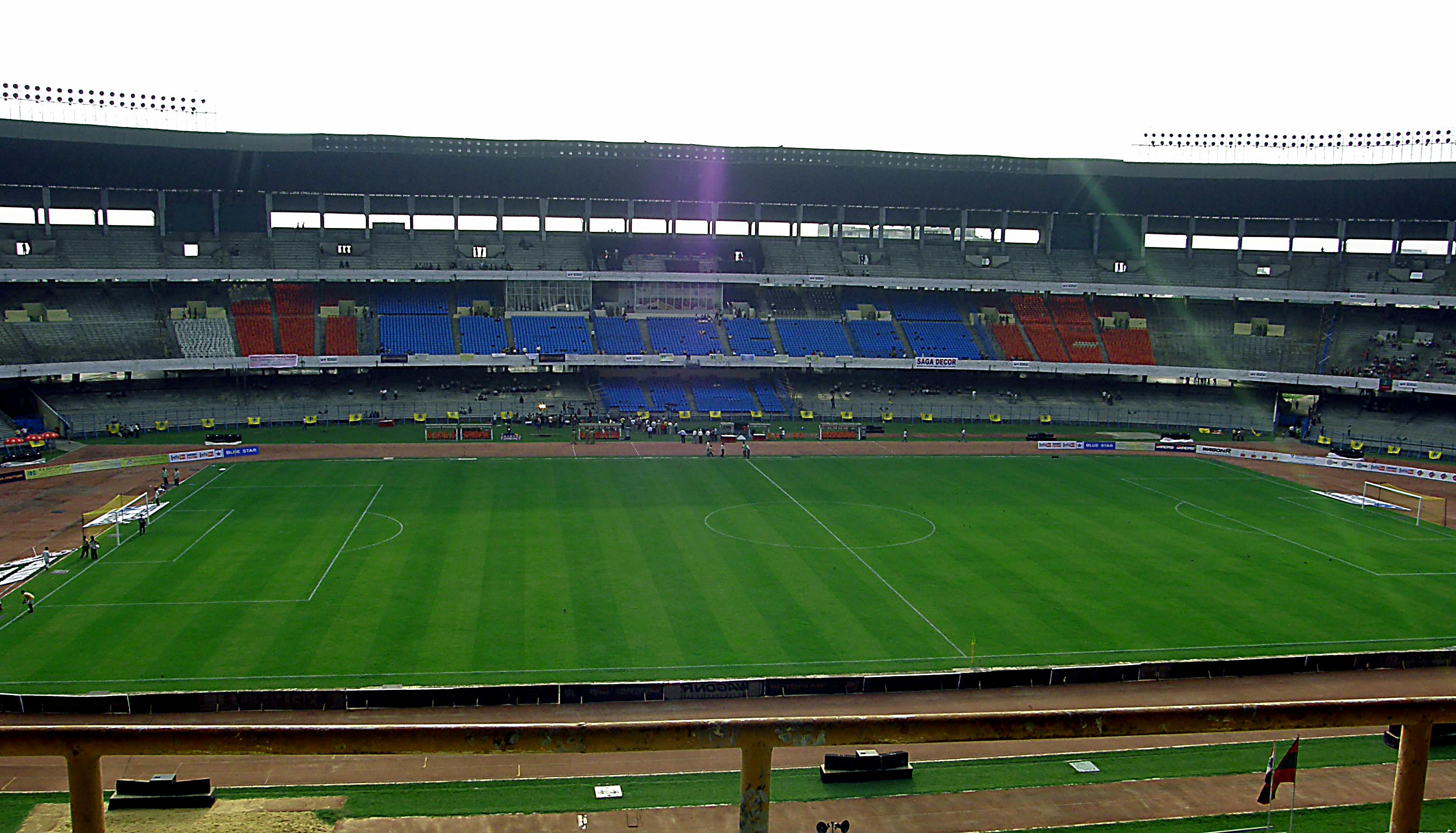
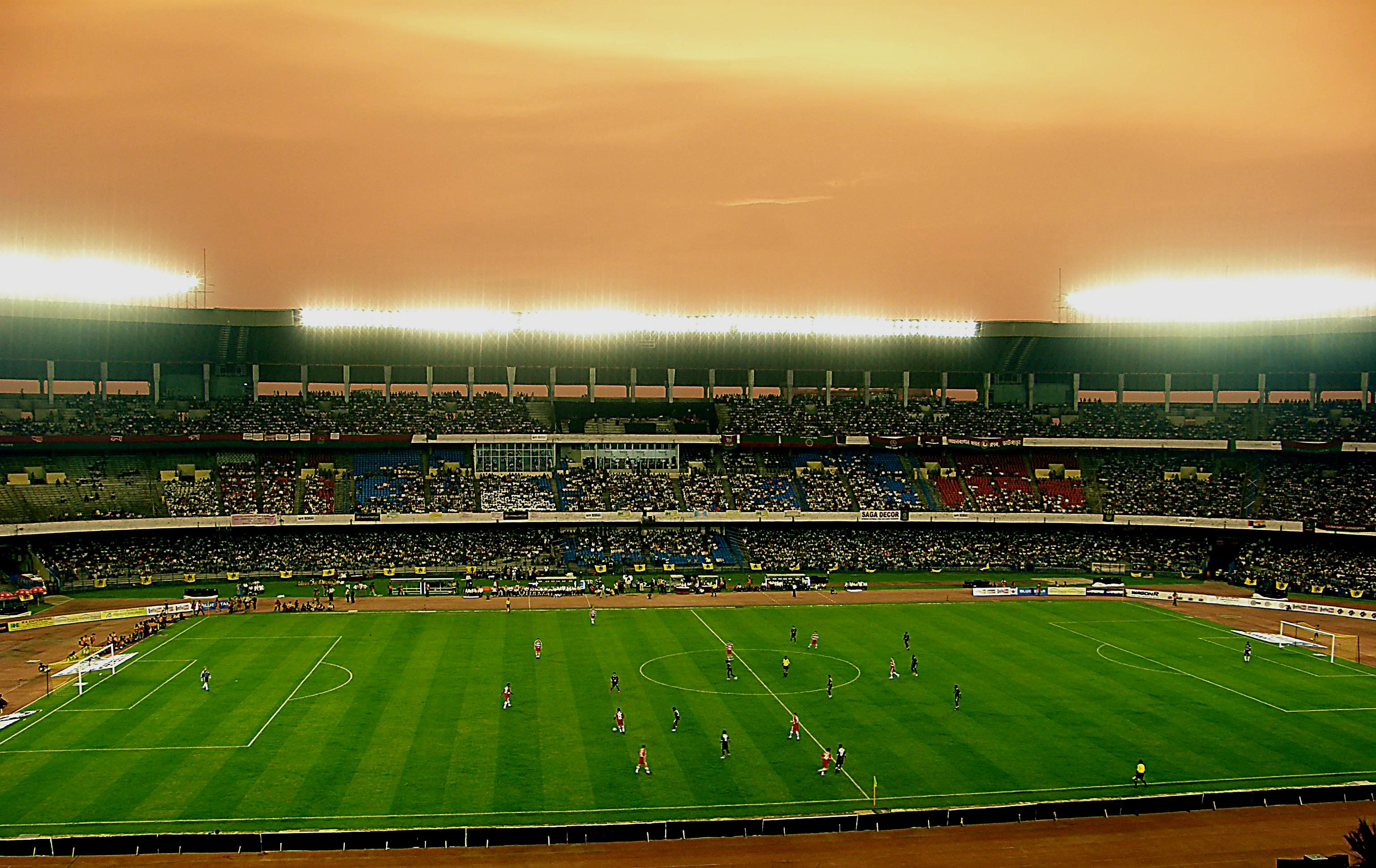
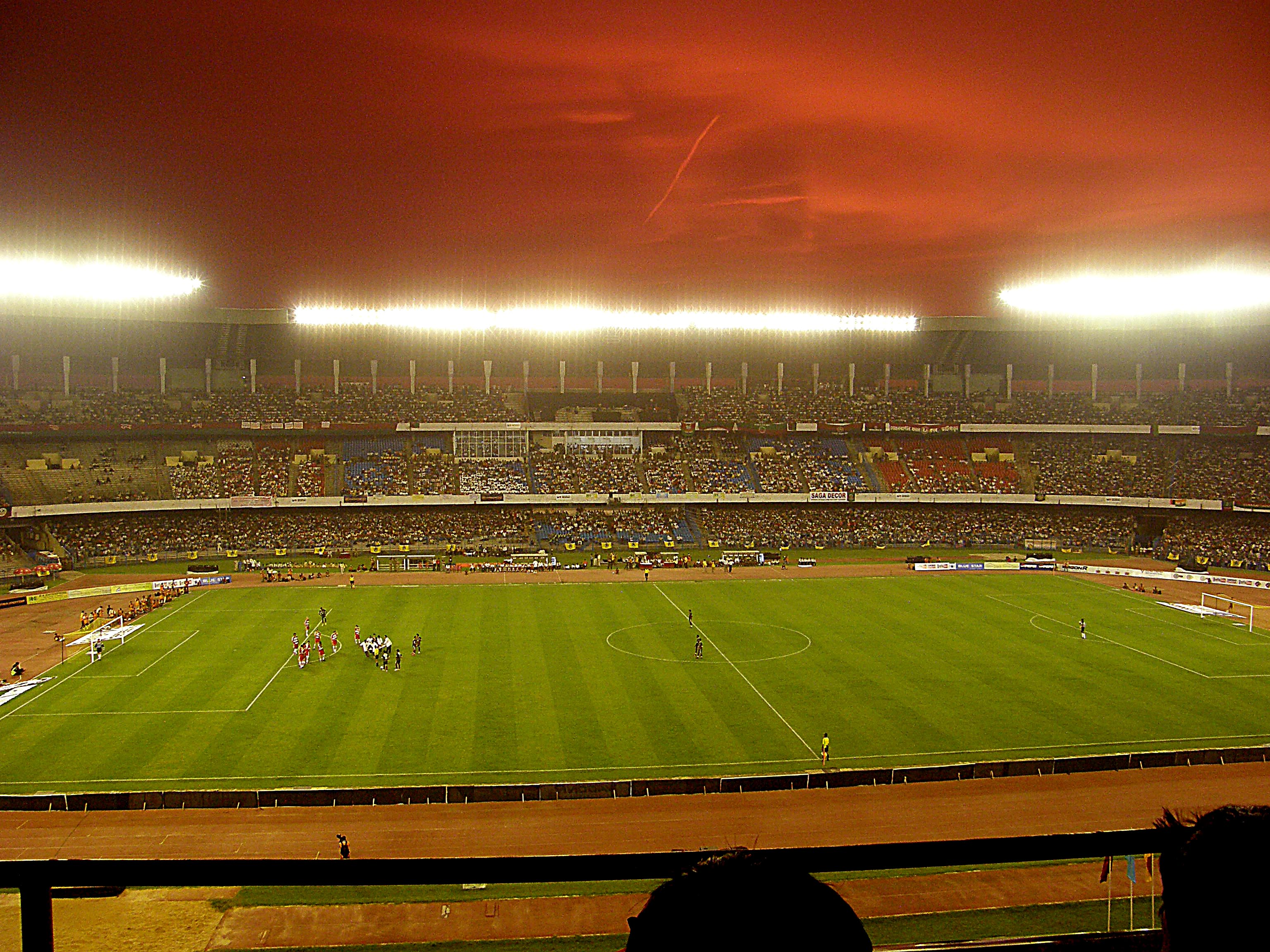
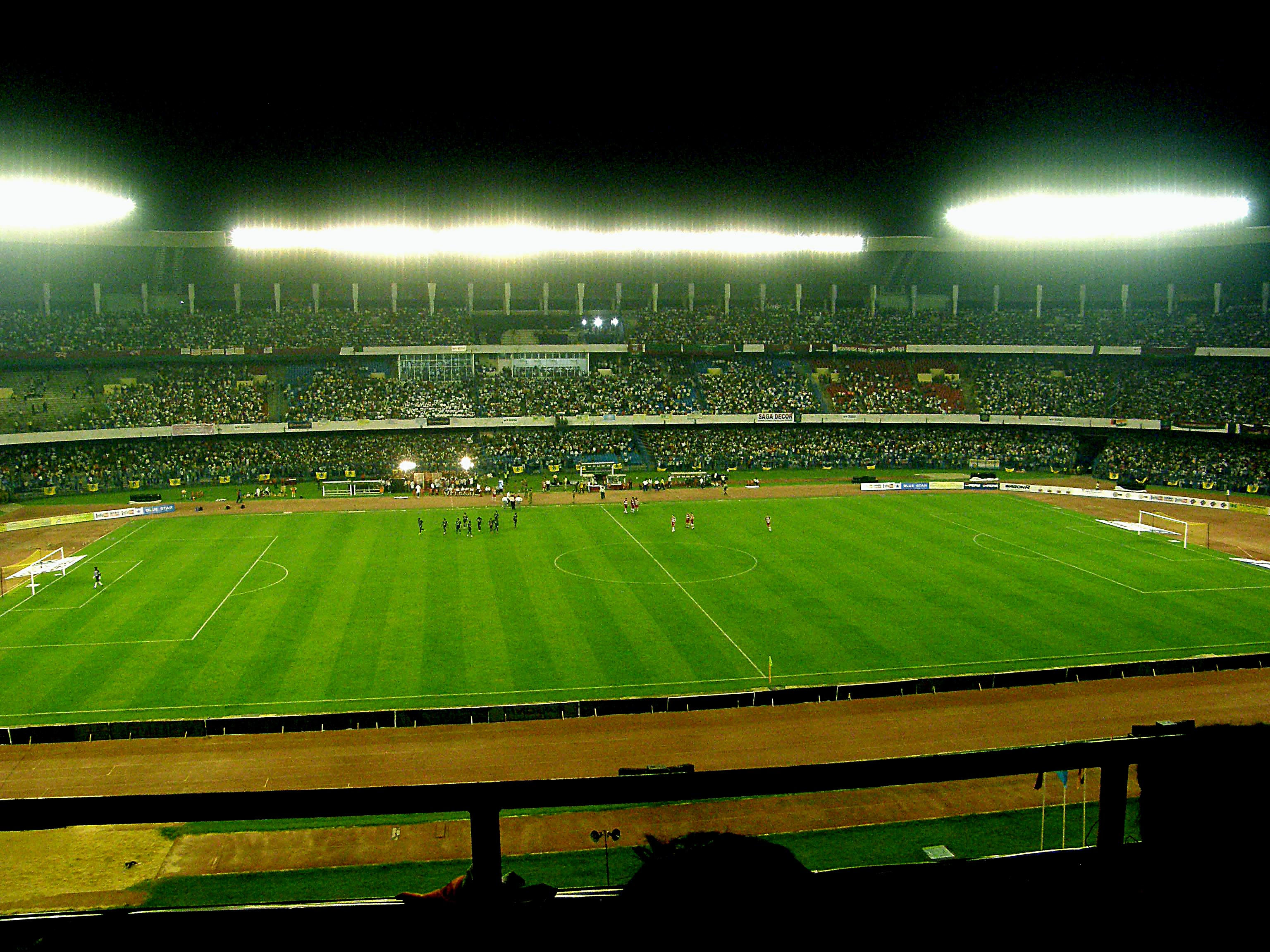
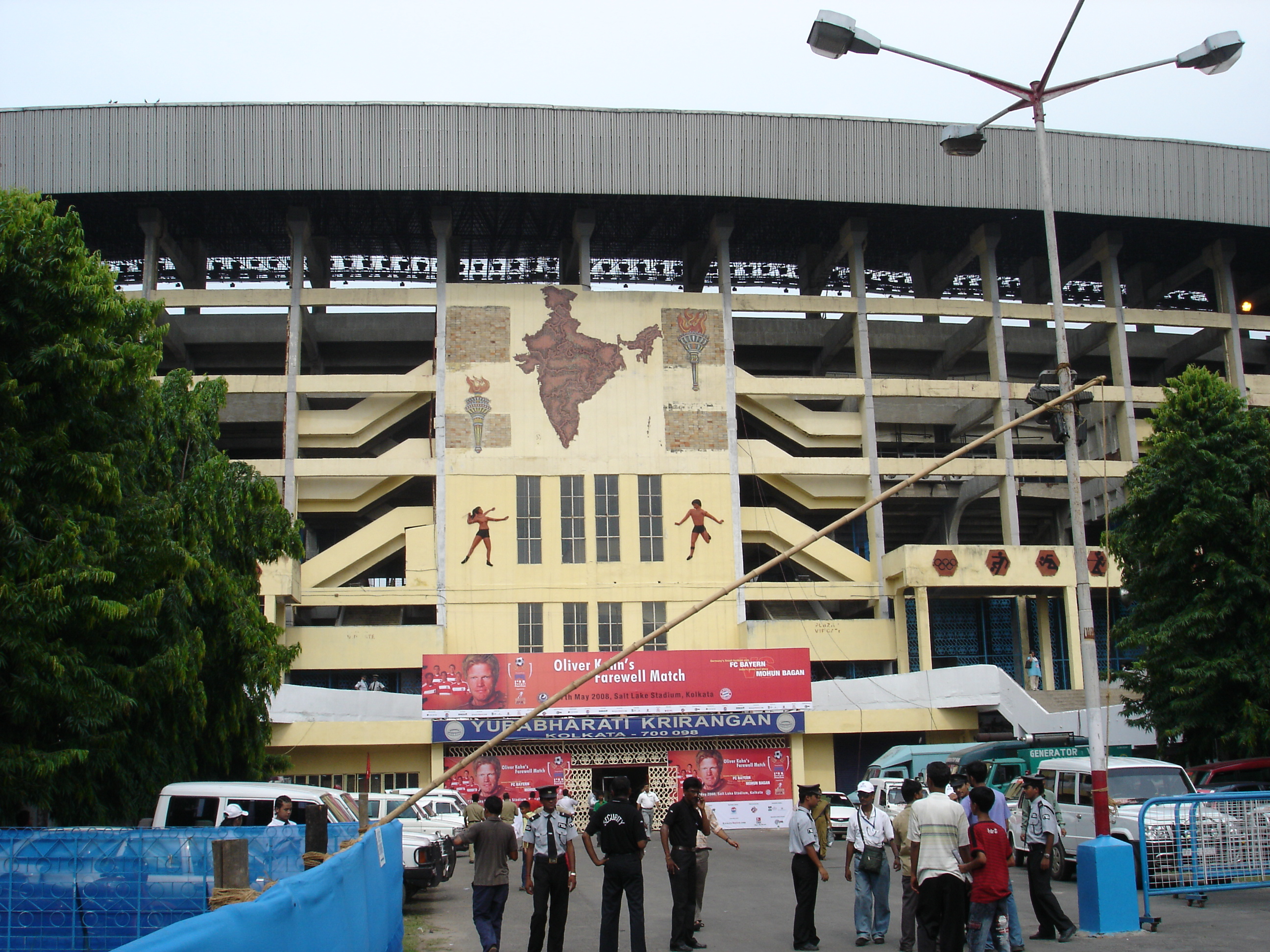
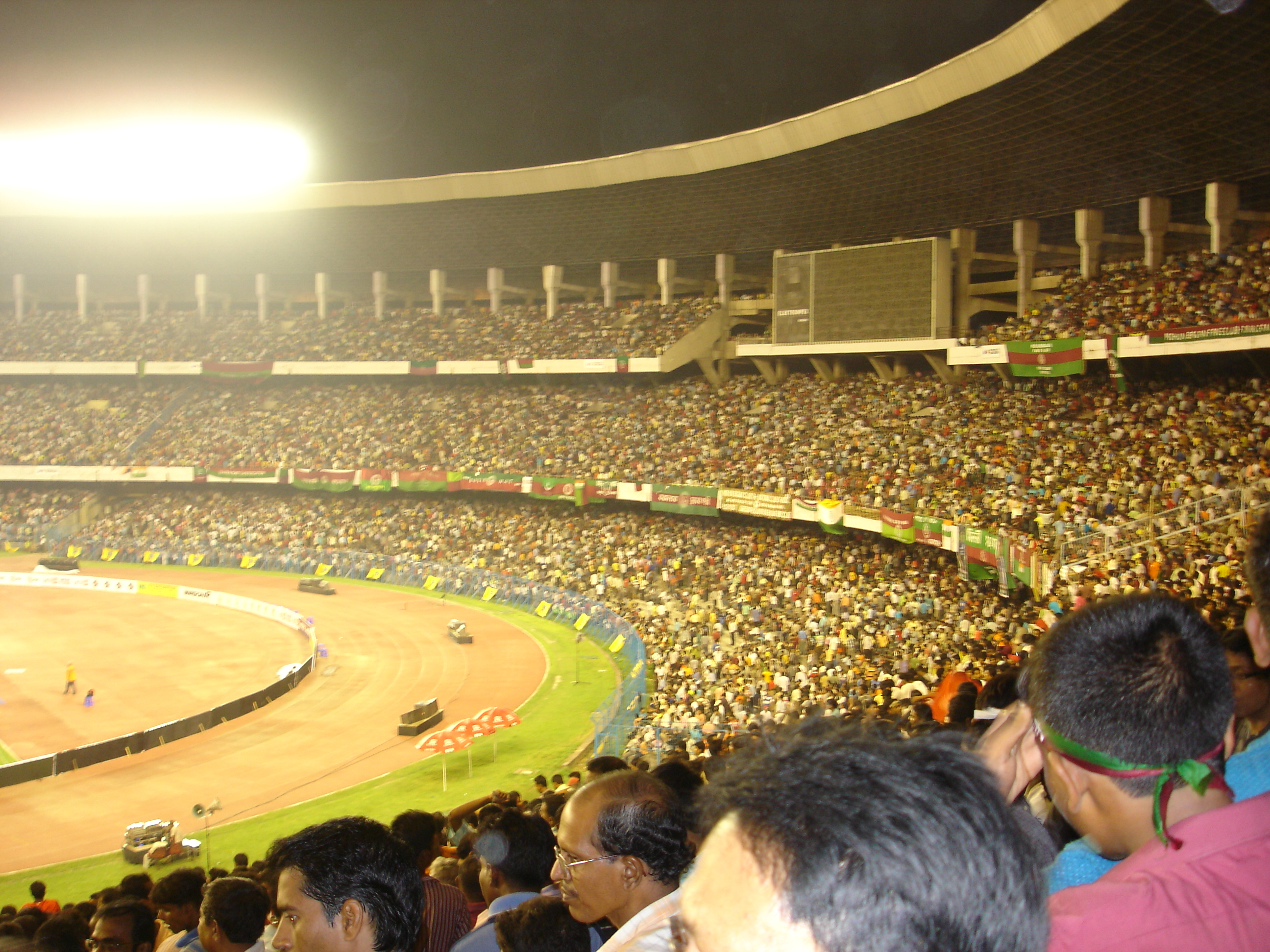
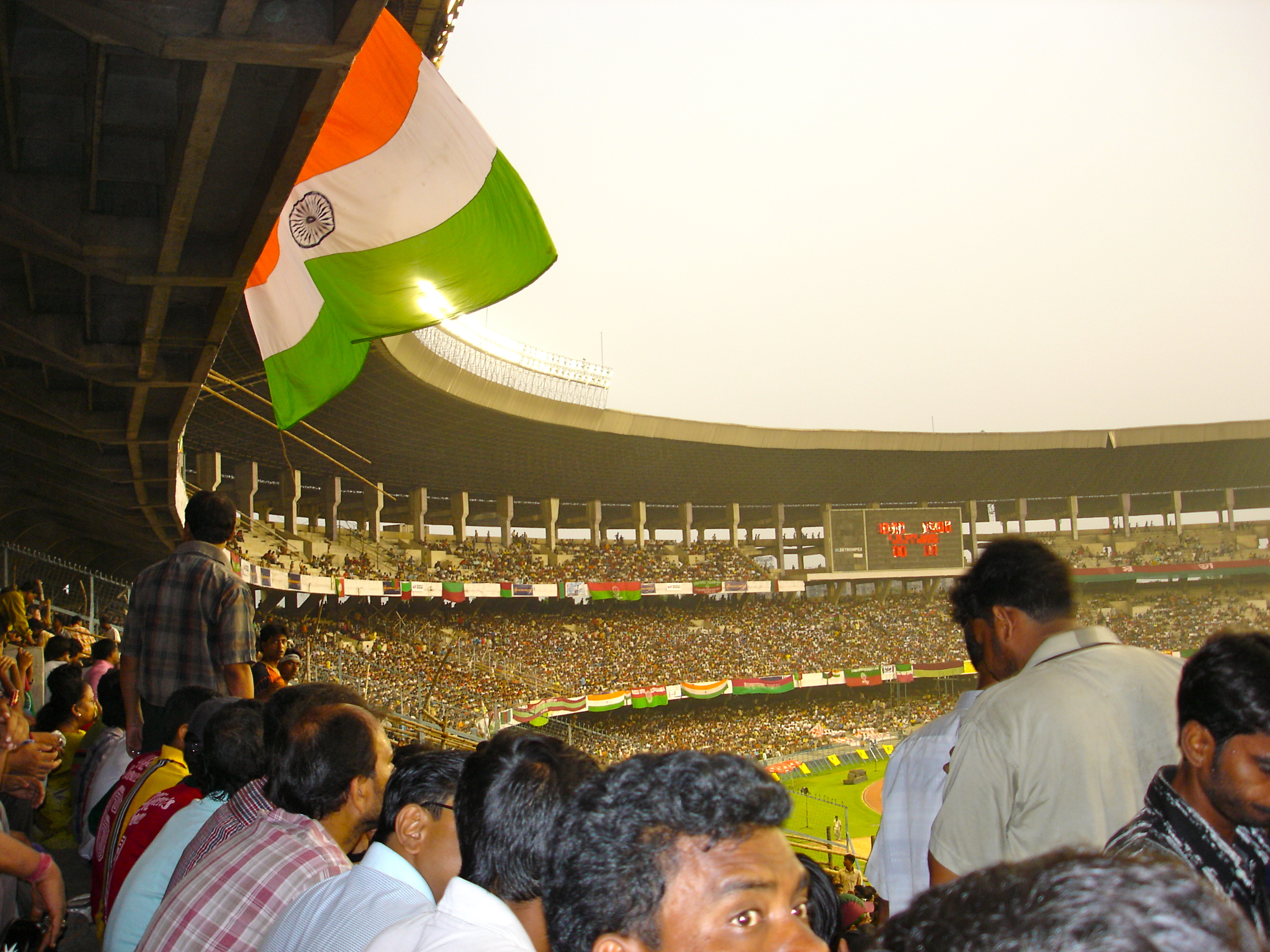